# Голицын, Андрей Кириллович
Андре́й Кири́ллович Голи́цын (26 июня 1932, Москва — 24 мая 2023, Москва) — предводитель (с 10 мая 1990 по 2002 год) Российского дворянского собрания и один из организаторов его создания, член Союза художников СССР и Союза журналистов СССР, сопредседатель Земского Движения, член Президиума всемирного Русского Национального Собора, член Президиума Международного Пушкинского общества, почётный член Императорского Православного Палестинского общества и член Политического Консультативного Совета при Президенте РФ.

## Биография

### Происхождение
Представитель княжеского рода Голицыных, ведущих своё происхождение от Великого князя Литовского Гедимина. Родился 26 июня 1932 года в Москве. Отец — князь Кирилл Николаевич Голицын (20 октября 1903 — 20 февраля 1990) — художник-оформитель, внук московского губернатора В. М. Голицына. Мать — Наталия Васильевна Волкова (22 апреля 1906 — 23 июля 1990) — художник-оформитель. Из рода Волковых, сестра Олега Волкова. У Андрея два младших брата: Николай (род. 1933) и Кирилл (1942—1981).
После революции 1917 года все старшие члены в их семье подверглись репрессиям. Отец Кирилл Николаевич первый раз был арестован в 1923 году, двадцатилетним юношей, и осуждён на пять лет по обвинению в контрреволюционных симпатиях. Второй раз отца осудили в 1941 году, в первый месяц войны с Германией, приговорив к десяти годам заключения в лагерь. По освобождении, в 1951 году, отец был отправлен в ссылку на север и в 1956 году реабилитирован. Мать Наталья Васильевна в 1920-х годах была выслана из Ленинграда. Во время Великой Отечественной войны его семья эвакуировалась из Москвы.

### Творчество
В 1953—1954 годах учился в Московском художественном училище имени 1905 года. В 1962 окончил вечернее отделение графического факультета Московского полиграфического института по специальности художник-график.
С 1957 года А. К. Голицын сотрудничал с издательствами, выполняя работы по оформлению и иллюстрированию произведений художественной литературы. Иллюстрировал Джека Лондона, Бальзака, Флобера. Работы выполнял в технике торцевой гравюры на дереве.
Его работы постоянно выставлялись на разных выставках, в том числе и зарубежных.
Кроме оформления и иллюстрирования произведений художественной литературы, работал в станковой графике, в которой созданы ряд серий, посвящённых его размышлениям о судьбе России, а, кроме этого, основанные на впечатлениях от его путешествий и творческих командировок по России, в том числе поездки в Арктику и на Чукотку, материалы от которых легли в основу иллюстраций к северным рассказам Джека Лондона.
Также большой цикл работ Андрея Кирилловича был посвящён старой Москве и старому Санкт-Петербургу, опубликованных в изданиях, рассказывающих об истории этих двух столиц.
Имеет награды и дипломы на Всесоюзных и Российских конкурсах книжного искусства. Ряд его работ приобретены Художественным фондом, некоторыми музеями, в том числе Третьяковской галереей.

### Общественная деятельность
В мае 1990 года Андрей Кириллович Голицын стал одним из организаторов Российского дворянского собрания. На учредительной конференции союза потомков российского дворянства 10 мая 1990 года избран его Предводителем. Впоследствии дважды переизбирался на эту должность. Как представитель Дворянского Собрания А. К. Голицын вёл широкую общественную деятельность. Он принимал участие в разных общественных движениях и организациях: являлся сопредседателем Земского Движения (летом 1993 г. вошёл в оргкомитет Российского Земского движения (РЗД), на учредительном съезде которого 3 ноября 1993 г. избран одним из сопредседателей Совета движения), членом Президиума Всемирного Русского Национального Собора, членом Президиума Международного Пушкинского общества, почётным членом Императорского Православного Палестинского общества и членом Политического Консультативного Совета при Президенте РФ. С периодом управления Голицыным Дворянским собранием связан скандал со зданием усадьбы Вяземских-Долгоруковых (см.).
С первых дней основания Правительственной Комиссии по изучению вопросов, связанных с исследованием и перезахоронением останков Императора Николая II и членов Его Семьи, являлся членом этой Комиссии.
Также А. К. Голицын возглавлял Дамский Попечительский Комитет и Фонд «Покаяние и Возрождение», учреждённые Российским Дворянским Собранием (Дамский Комитет осуществляет разнообразную благотворительную деятельность, в том числе оказывает материальную помощь дому ребёнка при женской колонии в городе Можайске). Этот фонд создан для сбора средств как в России, так и за рубежом на восстановление памятников российским царям и императорам, уничтоженных в период коммунистического режима. Первой акцией Фонда должно стать воссоздание памятника императору Александру III у Храма Христа Спасителя.

### Смерть
Скончался 24 мая 2023 года на 91 году жизни. Похоронен рядом с родителями на Ваганьковском кладбище в Москве.

## Личная жизнь
Дважды женат. Первая супруга — Лада Ивановна Спасская (род. 30 июля 1939), в браке с 31 июля 1961 года. Развод после 1964.
- дочь — Екатерина (род. 1 июня 1964), замужем за французом Жераром Бёфом.

Во второй раз женился 2 мая 1982 года на актрисе Ирине Борисовне Диодоровой (род. 28 января 1961), дочери актрисы и поэтессы Карины Филипповой. Дочери от второго брака:
- Мария (род. 11 февраля 1983)
- Александра (род. 25 февраля 1999)